# 合志市
合志市（日语：／ Kōshi shi */?）是位于日本熊本縣北部的城市，於2006年2月27日由菊池郡合志町與西合志町合併而成。
由於轄區內北部地區為阿蘇山之火山灰降下後所形成的火山灰性腐植土，為適合農耕的地區。
主要的市區位於熊本電鐵沿線地區，近年來在與熊本市接鄰的西南部地區，也因為交通方便的緣故，開始型成新的市區。

## 历史

### 年表
- 1190年至1198年期間：中原師員擔任合志郡的地頭職，並開始建築竹迫城。
- 1889年4月1日：實施町村制，現在的轄區在當時分屬合志郡合志村和西合志村。
- 1896年4月1日：合志郡被併入菊池郡。
- 1966年4月1日：合志村改制為合志町。
- 1966年10月1日：西合志村改制為西合志町。
- 2006年2月27日：合志町和西合志町合併為合志市。

### 變遷表
| 1889年以前 | 1889年4月1日    | 1889年 - 1944年             | 1945年 - 1954年             | 1955年 - 1988年             | 1955年 - 1988年        | 1989年 - 現在        | 現在                 |
| ---------- | --------------- | --------------------------- | --------------------------- | --------------------------- | ---------------------- | -------------------- | -------------------- |
|            | 合志郡 合志村   | 1896年4月1日 菊池郡合志村   | 1896年4月1日 菊池郡合志村   | 1896年4月1日 菊池郡合志村   | 1966年4月1日 合志町    | 2006年2月27日 合志市 | 2006年2月27日 合志市 |
|            | 合志郡 西合志村 | 1896年4月1日 菊池郡西合志村 | 1896年4月1日 菊池郡西合志村 | 1896年4月1日 菊池郡西合志村 | 1966年10月1日 西合志町 | 2006年2月27日 合志市 | 2006年2月27日 合志市 |

## 交通

### 鐵路
- 熊本電氣鐵道
  - 菊池線：新須屋車站 - 須屋車站 - 三石車站 - 黑石車站 - 電波高專前車站 - 再春莊前車站 - 御代志車站

### 道路
高速道路
九州自動車道通過轄區，但轄區僅設有巴士站，未設置交流道

## 觀光資源
- 竹迫日吉公園（舊竹迫城位址）
- 妙泉寺公園：戰國時代島津氏與合志氏等反島津聯合軍戰爭的地點。
- 須屋城遺跡历史公園
- 二子山石器製作遺跡群
- 黑松古墳群

## 教育

### 高等專門學校
- 國立熊本電波工業高等專門學校

### 特殊學校
- 熊本縣立菊池養護學校
- 熊本縣立黑石原養護學校
- 熊本縣立火之國高等養護學校

## 本地出身之名人
- 內柴正人：柔道選手，2004年雅典奧運會和2008年北京奧運會柔道66級金牌。
- うすた京介：漫畫家
- Kimeru：男性歌手、俳優
- 中別府葵：模特兒、女演員

## 外部連結
- （日語） 官方网站
- （日語）維客旅行上的合志市 （页面存档备份，存于）
- （日語） 合志、西合志二町合併協議会（页面存档备份，存于）
- （日語） 菊池廣域聯合（页面存档备份，存于）
- OpenStreetMap上有關合志市的地理